# Fidzsi-szigetek
A Fidzsi-szigeteki Köztársaság, (angolul: Republic of Fiji, fidzsi nyelven: Matanitu Tugalala o Viti, fidzsi-szigeteki hindi nyelven: फ़िजी गणराज्य / Fijī Gaṇarājya) egy ország és szigetcsoport a Csendes-óceán déli részén. Cook kapitány a tongaiaktól hallotta a viti szót (helyi nyelven jelentése: ’nagy’), és átírta: így lett belőle először Fidgee, Feejee és végül Fiji angolul.
A szigetcsoport Új-Zélandtól 2000 km-re északra fekszik, két nagy és sok apró szigetből áll. A 322 sziget közül 106 lakott.
Szárazföldi határa nincs, legközelebbi szomszédjai nyugatról Vanuatu, keletről Tonga északról pedig Wallis és Futuna.
905 ezer lakosával Ausztrália és Óceánia negyedik legnépesebb független országa.

## Földrajza

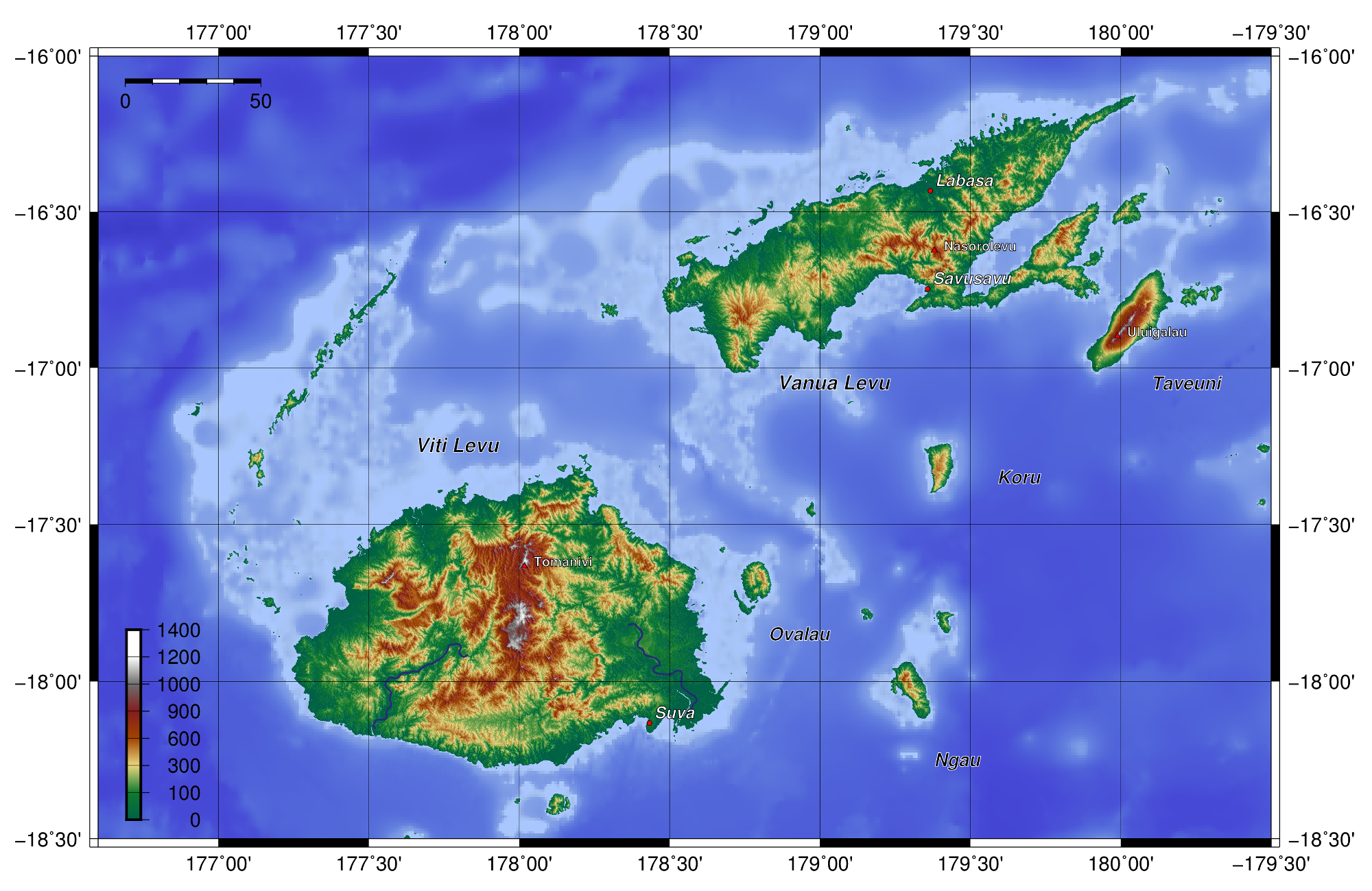
Fidzsi domborzati térképe

A Csendes-óceán délnyugati részén fekvő ország területe 18 272 km², amelyhez 1 282 978 km² kizárólagos gazdasági övezet tartozik a tengeren. A Fidzsi-szigetek központi szigetcsoportja két nagy szigetből, a 10 388 km²-es Viti Levuból és az 5 587 km²-es, északabbra fekvő Vanua Levuból áll, amelyet kisebb földdarabok vesznek körül. Vanua Levu partjainál fekszik a harmadik legnagyobb szárazföld, a 434 km² területű Taveuni, a két szigetet a Somosomoi-szoros választja el egymástól. Viti Levutól délre fekszik a negyedik legnagyobb sziget, a 434 km²-es Kadavu. Keleten a Lau-szigetek láncolata húzódik. A Viti Levu – Vanua Levu – Lau-szigetek háromszögben található óceánrész elnevezése a Koro-tenger, amelynek vizein a sűrűn előforduló vulkanikus és korallzátonyok miatt híresen nehéz és veszélyes a hajózás. Az országhoz tartozik a fő szigetcsoporttól körülbelül 500 km-re északra fekvő Rotuma szigete is.

### Domborzat

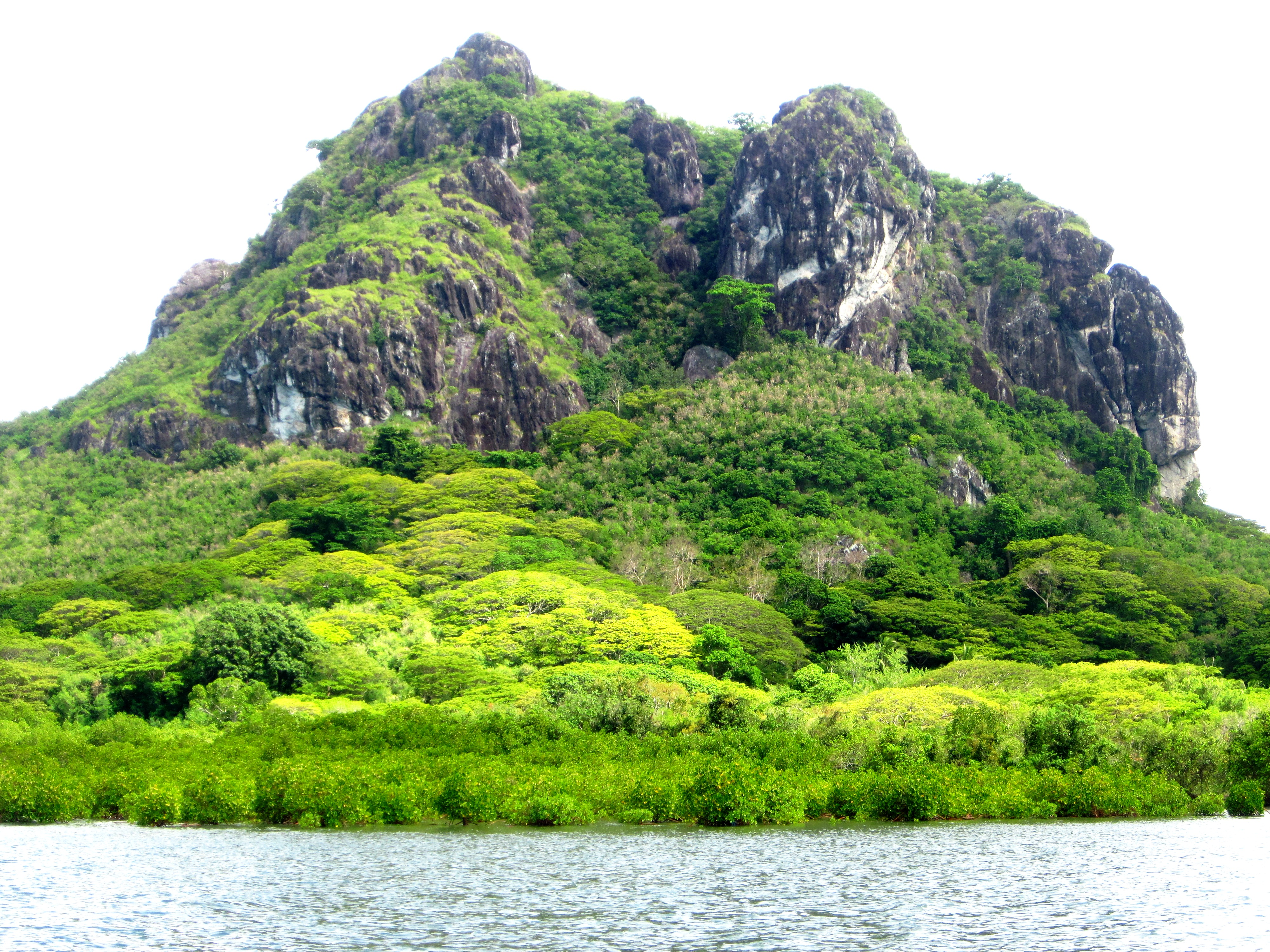
A Navatu-szikla Vanua Levu szigetén

Fidzsi összetett földtani szerkezettel rendelkezik, itt bukik a Csendes-óceáni-lemez az Ausztrál-Indiai-lemez alá. A szigetcsoport egy elsüllyedt, ősi formációkból álló talapzaton áll, a szárazföldek elsősorban az üledék és korallképződésnek, valamint a vulkáni tevékenységnek köszönhetően emelkedtek ki. A legidősebb területek 5-20 millió évesek, a legfiatalabb pedig a Taveuni-sziget, amelynek vulkánja utoljára 2000 éve tört ki.
Jellemző kőzetek a mész- és a homokkő, valamint az andezit és a bazalt formációk és előfordulnak mélységi magmás kőzetek is.
A szigeteken magas hegyláncok húzódnak végig. Viti Levu központi hegyvonulata észak-déli irányban szeli ketté a szigetet, számos 900 méternél magasabb csúccsal rendelkezik és itt található az ország legmagasabb pontja is, az 1324 méteres Tomanivi (korábban: Mount Victoria). A sziget déli részén a hegység fennsíkokba vált át. Viti Levu nyugati, északkeleti és keleti partvidékén síkságok húzódnak, itt összpontosul az ország mezőgazdasági termelése és népessége is. A sziget délkeleti partján fekszik Suva, a főváros. Vanua Levu és Taveuni szigetén is 1000 méter fölé emelkednek a hegycsúcsok, itt csak a keskeny parmenti síkságok és a laposabb völgyek lakottak.

### Vízrajz

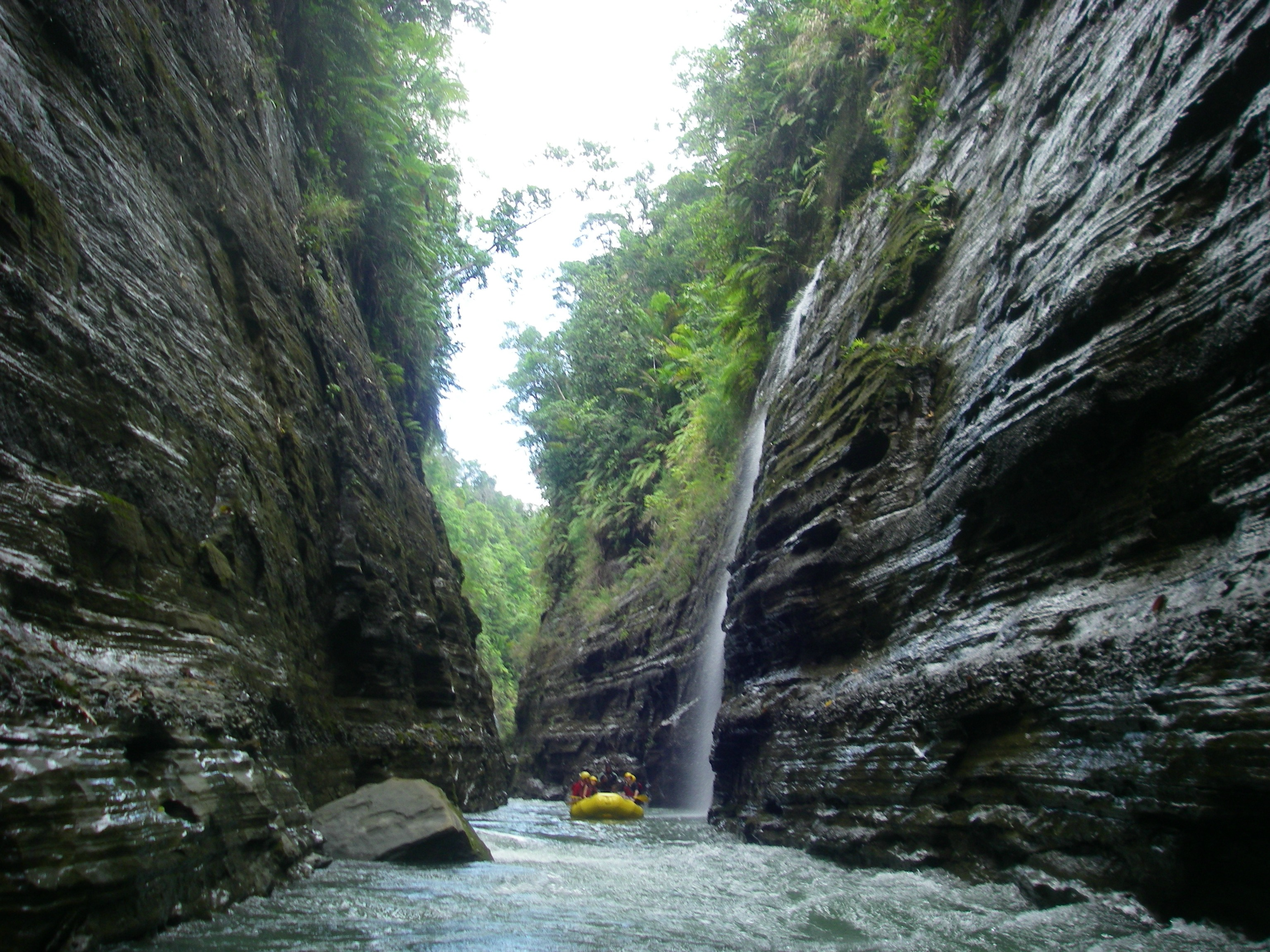
A Sigatoka szurdoka Viti Levun

Viti Levu nagyobb folyói mind a központi hegyvidéken erednek és sugárirányban széttartva, rendszerint néhány tíz kilométer megtétele után a tengerbe ömlenek. A legjelentősebb vízfolyás a Rewa, amely a Tomanivi-csúcs oldalában ered és 145 km megtétele után Suva mellett deltatorkolattal ömlik a Koro-tengerbe. Fidzsi további jelentős folyói Viti Levun a Sigatoka, a Ba és a Navua, Vanua Levun pedig a Labasa.

### Élővilág

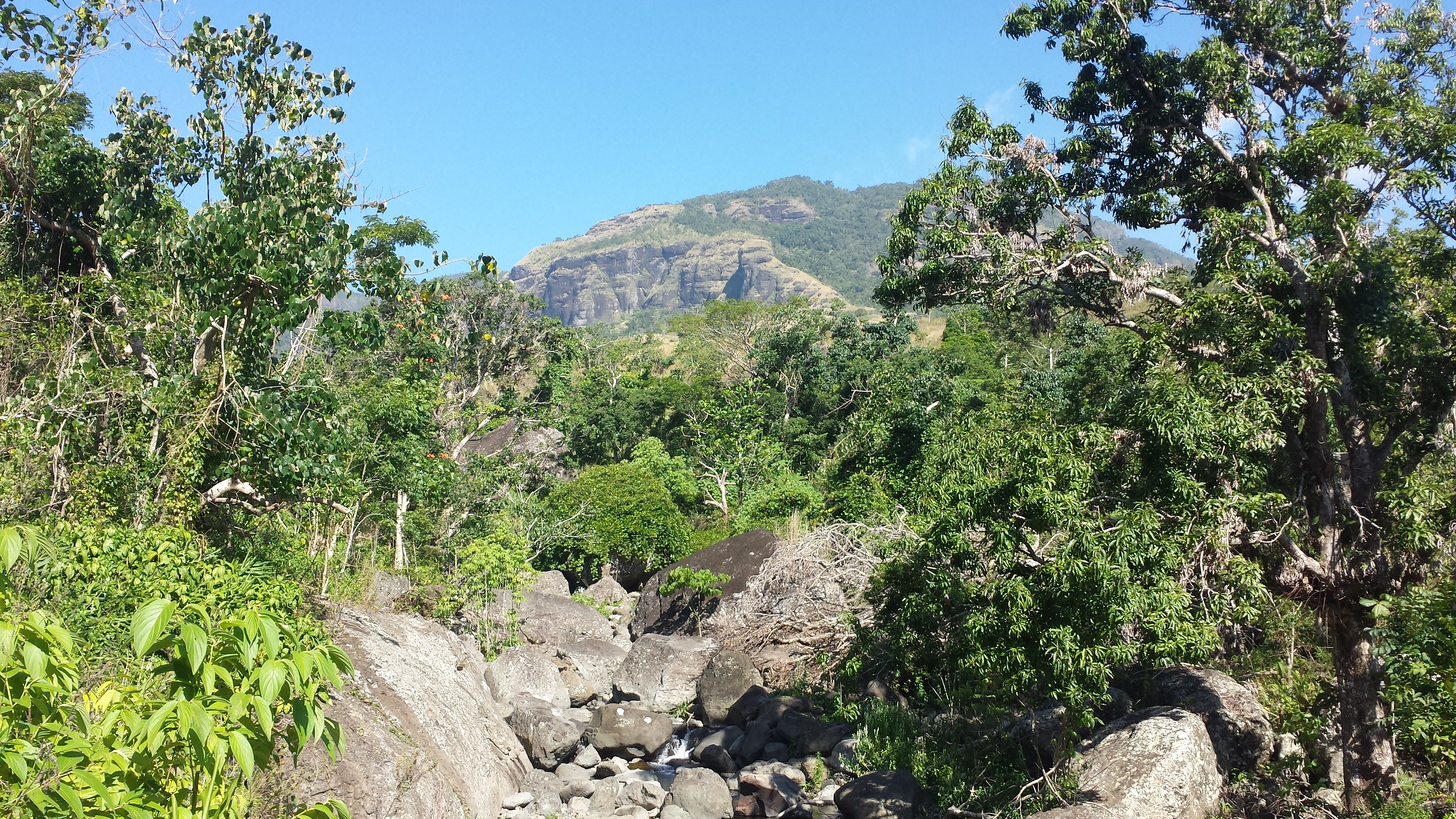
Trópusi száraz erdő maradvány foltja Viti Levun

Az ország két ökorégióra osztható fel. A két nagy sziget szél felőli (délkeleti) felén, valamint a kisebb szigeteken Fidzsi-szigeteki trópusi nedves erdők, míg Vanua Levu és Viti Levu szélárnyékos (északnyugati) oldalán Fidzsi-szigeteki trópusi  száraz erdők találhatóak. A trópusi nedves erdők rendkívül gazdag biodiverzitással rendelkeznek, a csendes-óceáni szigetvilágban itt a legnagyobb a fajgazdagság. Jelentős az endemizmus is, például az itt honos edényes növényfajok több mint fele csak Fidzsin él. Az alacsony fekvésű területeken alföldi esőerdők nőnek, itt a Degeneria vitiensis, Pandanus joskei, Myristica macrantha és Agathis macrophylla fafajok dominálnak. A 600–900 m tengerszintfeletti magasságban rendkívül sűrű, átlagosan 7 m magas lombú köderdők találhatóak, itt a növényzetet jellemzően serlegpáfrányok, Dysoxylum gillespianum és Syzygium  fajok alkotják. Jelenleg Fidzsi területének mintegy 40%-át trópusi nedves erdők borítják, az 1960-as évek óta az esőerdő 15%-al fogyott és a favágók számára elérhető területeken az értékes fák kivágása miatt jelentősen csökkent a biodiverzitás.
A száraz erdők egykor a két fő sziget területének mintegy egyharmadát borították, elsősorban két uralkodó fafajjal, a Dacrydium nidulummal és a Fagraea gracilepesszel, a legszárazabb helyeken pedig endemikus szantálfa-fajok nőttek. A száraz erdőket az ember szinte teljesen kiírtotta, és a kivágott fák helyén a talaj gyorsan lepusztult, füves szavannát hagyva maga után, ahol csak elszórtan láthatók fák. Ennek a tájtípusnak az elnevezése talasiqa. Az eredeti száraz trópusi erdőborításnak csak apró foltjai maradtak fenn a legelzártabb, legsziklásabb területeken és állami védelem híján ezeket is a pusztulás veszélye fenyegeti.

#### Nemzeti parkjai

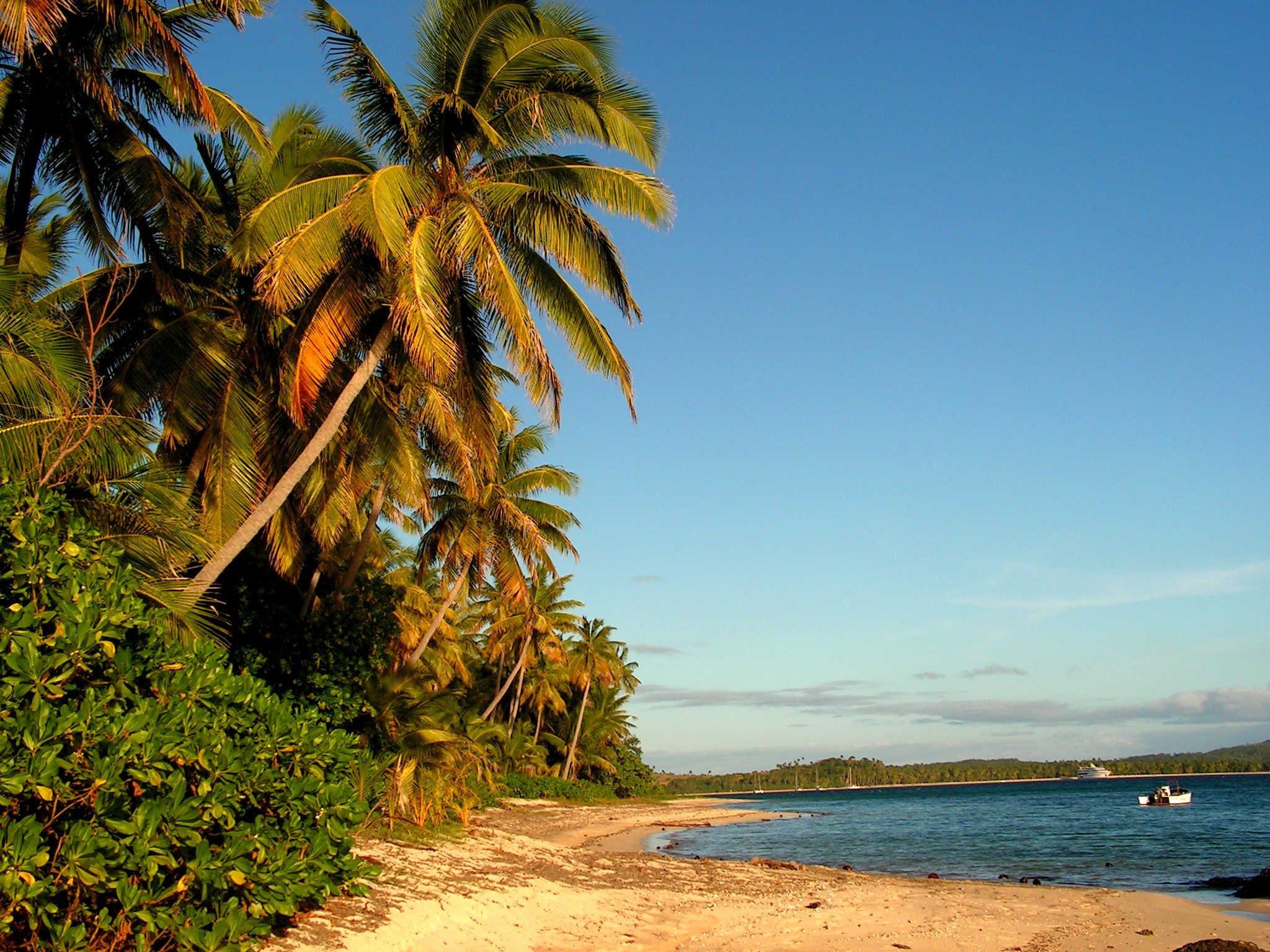
Partszakasz a Fidzsi-szigeteken

Hat nemzeti parkot kezel az illetékes hivatal, a National Trust of Fiji:
- Koroyanitu Nemzeti Park, Viti Levu sziget, Nadi város körzete: esőerdő és bennszülött falvak. Turistalátványosság.
- Sigatoka Homokdűnék Nemzeti Park, Viti Levu sziget.
- Colo-i-Suva Védett Erdő, Viti Levu sziget, Suva város körzete: esőerdő, vízesések, látványos táj.
- Bouma Nemzeti Park, Taveuni, Northern Islands (Északi-szigetek), Taveuni: természetes kert.
- Nausori Felföld, Viti Levu sziget, Nadi város körzete: mezőgazdasági vidék csodálatos tájképpel.
- Lovoni Sétautak, Lomaiviti-szigetcsoport, Ovalau: viszonylag érintetlen bennszülött életmód.

#### Világörökségi helyszínei

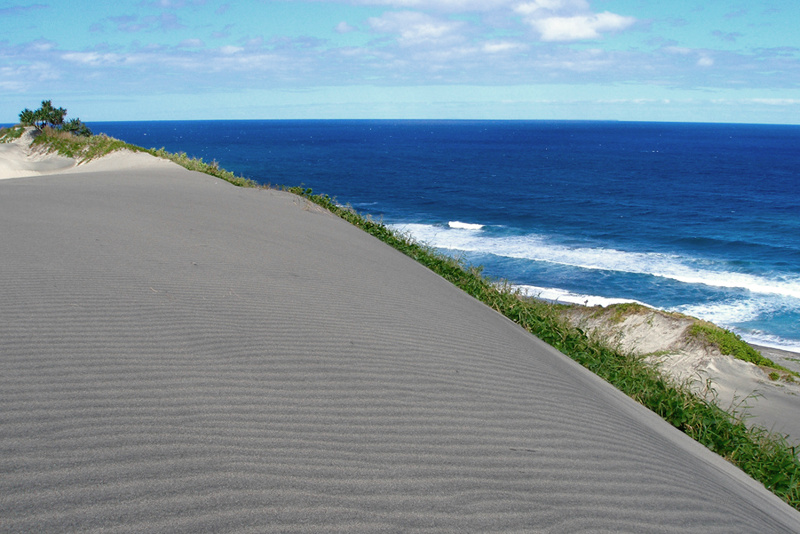
A Sigatoka-homokdűnék szerepelnek a Világörökség javaslati listáján

A Fidzsi-szigetek egy világörökségi helyszínnel rendelkezik, az UNESCO 2013-ban helyezte a kulturális örökség kategóriában védelem alá Levukát, az ország egykori gyarmati fővárosát. A Lovoni szigetén fekvő kikötőváros a késői gyarmati építészet kiemelkedő példája és az épített környezetet befolyásolták az őslakos hagyományok is.
A világörökség javaslati listáján három fidzsi helyszín szerepel. A Sovi-medence Viti Levu déli részén helyezkedik el, itt található a szigetcsoport legnagyobb érintetlen alföldi trópusi esőerdeje, a terület biodiverzitásával és látványos sziklaformációival is kiemelkedik. A Sigatoka-homokdűnék szintén Viti Levun találhatóak, a Sigatoka-folyó torkolatánál helyezkednek el és a látványos dűnék mellett itt tárták fel a legkorábbi régészeti leleteket is Fidzsin. A száraz éghajlatú, apró Yaduataba-szigeten helyezkedik el a Yaduataba Tarajos Leguán Rezervátum, a helyszín a névadó hüllőfajon (Brachylophus vitiensis) kívül az itt fészkelő vándormadaraknak és a bozótos-erdős partmenti növényzetnek is védelmet nyújtana.

### Éghajlat
A szigetek éghajlata trópusi, a havi átlaghőmérséklet 22 C°-tól (július) 26 C°-ig (január) változik. A nedves légtömegeket hozó délkeleti szeleknek köszönhetően a legtöbb területen több mint 2500 mm csapadék hullik évente, ez az érték a hegységekben elérheti az 5000 – 10 000 mm-t is. A hegyek északnyugati oldala sokkal kevesebb csapadékot kap, ezeken a helyszíneken telente aszályok is előfordulnak. A január és április közötti időszakban időnként trópusi ciklonok sújtják a szigetcsoportot.
| Hónap                         | Jan. | Feb. | Már. | Ápr. | Máj. | Jún. | Júl. | Aug. | Szep. | Okt. | Nov. | Dec. | Év   |
| ----------------------------- | ---- | ---- | ---- | ---- | ---- | ---- | ---- | ---- | ----- | ---- | ---- | ---- | ---- |
| Rekord max. hőmérséklet (°C)  | 35,0 | 36,0 | 37,0 | 34,0 | 34,0 | 32,0 | 32,0 | 32,0 | 32,0  | 34,0 | 34,0 | 36,0 | 37,0 |
| Átlagos max. hőmérséklet (°C) | 29,0 | 29,0 | 29,0 | 29,0 | 28,0 | 27,0 | 26,0 | 26,0 | 27,0  | 27,0 | 28,0 | 29,0 | 27,8 |
| Átlagos min. hőmérséklet (°C) | 23,0 | 23,0 | 23,0 | 23,0 | 22,0 | 21,0 | 20,0 | 20,0 | 21,0  | 21,0 | 22,0 | 23,0 | 21,8 |
| Rekord min. hőmérséklet (°C)  | 19,0 | 19,0 | 19,0 | 16,0 | 16,0 | 14,0 | 13,0 | 14,0 | 14,0  | 14,0 | 13,0 | 17,0 | 13,0 |
| Átl. csapadékmennyiség (mm)   | 290  | 272  | 368  | 310  | 257  | 170  | 125  | 211  | 196   | 211  | 249  | 318  | 2977 |

## Történelme

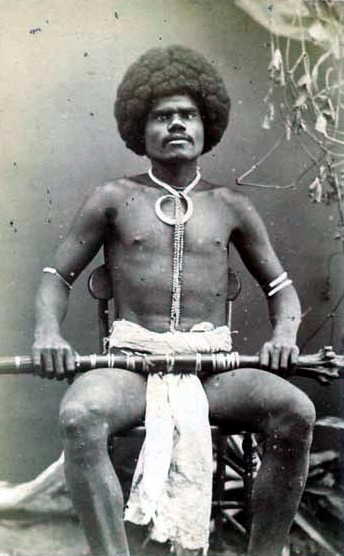
Bennszülött harcos az 1870-es évekből

A melanéziaiak és polinézek népesítették be Kr. e. 1500 körül. Fidzsit 1643. február 6-án a holland Abel Janszoon Tasman fedezte fel, aki Tasmania és Új-Zéland felfedezése közben vetődött errefelé. A szigetet Vilmos herceg-szigetnek nevezte el. Cook 1774-ben járt egyik legtávolabbi kis részén, Vaotán, de Viti igazi Kolumbusza William Bligh volt, aki vagy 20 szigetet fel is térképezett. Ez 1789-ben történt, az emberevők utána is eredtek két kenuval, de nem érték el. A mai Fidzsi-szigetek sokáig Bligh nevét viselték. Az európaiak az 1800-as évek elejéig nem települtek a szigetre.
A nagy lázadások idején Cakobau vezér, aki a nyugati részt tartotta ellenőrzés alatt, brit fennhatóságért folyamodott, így 1874-től kezdve Nagy-Britannia birtoka lett. Indiai munkások érkeztek a cukornádültetvényekre, kiszorították az őslakosokat, akiknek ugyan a tulajdonában maradt a föld legnagyobb része, mégis kisebbségbe kerültek. 1959-ben etnikai zendülésekre került sor.
A második világháborúban több ezer fidzsi vonult be a hadseregbe. Egységeiket az ausztrál és új-zélandi hadsereghez osztották és részt vettek a Japán elleni harcokban. A fidzsi katonák kitűnően szerepeltek a Salamon-szigetek visszafoglalásáért indított hadjáratban és a bougainville-i csatában.
Az ország 1970-ben nyerte el függetlenségét, alkotmányos monarchiaként, az uralkodó II. Erzsébet pedig felvette a Fidzsi királynője (Queen of Fiji) címet. A faji ellenségeskedés állandó feszültségforrás maradt. A politikai életet sokáig a Gidzsi Párt vezetője, Ratu Mara uralta, aki 1977 szeptemberétől 1987 áprilisáig volt hatalmon. 1987-ben, a konzervatív Ratu Mara választási veresége és a Munkáspárt győzelme után katonai hatalomátvétel zajlott le, megdöntötték a munkáspárti, India-barát kormányt és a Nemzetközösségtől való függetlenség és a melanéz bennszülöttek érdekeinek érvényesítése jelszavaival köztársaságot hoztak létre, amit 1987 októberében kiáltottak ki.
Ezután a hatalom visszakerült a civilek kezébe. II. Erzsébet brit királynő volt alkirályi képviselője, Ratu Sir Peania Ganilau exfőkormányzó lett a köztársaság elnöke. 1990-ben új alkotmány született, amely a melanéz lakosságnak jogokat biztosított az indiai lakosság kárára, ezért a legdinamikusabb rétegek elhagyták az országot, nagy csapást mérve ezzel Fidzsi gazdaságára. 1992 júniusában Mara átadta a kormányfői posztot Sitiveni Rabuka tábornoknak. 2000-ben újabb puccsok és katonai lázadások sújtották az országot. 2006-ban kormányválságot okozott az a kérdés, hogy a korábbi időszak puccsistáinak megkegyelmezzenek-e vagy sem.
Méretéhez képest Fidzsi jelentős hadsereget tart fenn és fontos résztvevője az Egyesült Nemzetek Szervezete békefenntartó tevékenységének a világ számos pontján. Jelentős számú korábbi fidzsi katona jelenleg Irakban, biztonsági cégeknél dolgozik. Ott a 2003-as amerikai invázió óta virágzik ez az iparág.

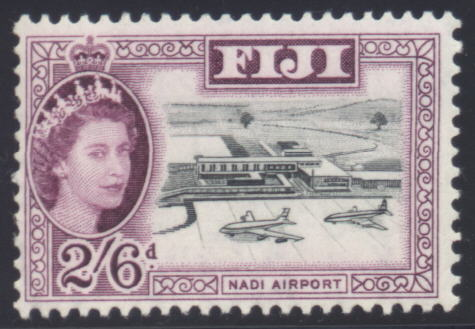
Fidzsi 2 shilling 6 pennys (1/8 font sterling) bélyeg, II. Erzsébet királynő portréjával és a Nadi repülőtérrel 1959-ből. Érdekesség, hogy az aktuális brit uralkodó portréja szerepelt Fidzsi összes érméjén és papírpénzén 1934 és 2013 között, pedig az ország már 1987-ben köztársaság lett. A köztársasági államforma ellenére a rendőrség (Fiji Police) és fegyveres erők (Republic of Fiji Military Forces) jelvényein a mai napig látható a brit korona.

2020. január elsejétől a szigetek kormánya betiltotta az egyszer használható műanyag zacskók gyártását és forgalmazását. 2021. január elsejétől pedig be fogják tiltani a polisztirol hab és a műanyag szívószál használatát és forgalmazását. A szigetek vezetése ezáltal az óceánok műanyagszennyezését kívánja csökkenteni, mivel a táplálékláncon keresztül az emberi szervezetbe is bekerül a mikroműanyag.

## Államszervezet és közigazgatás

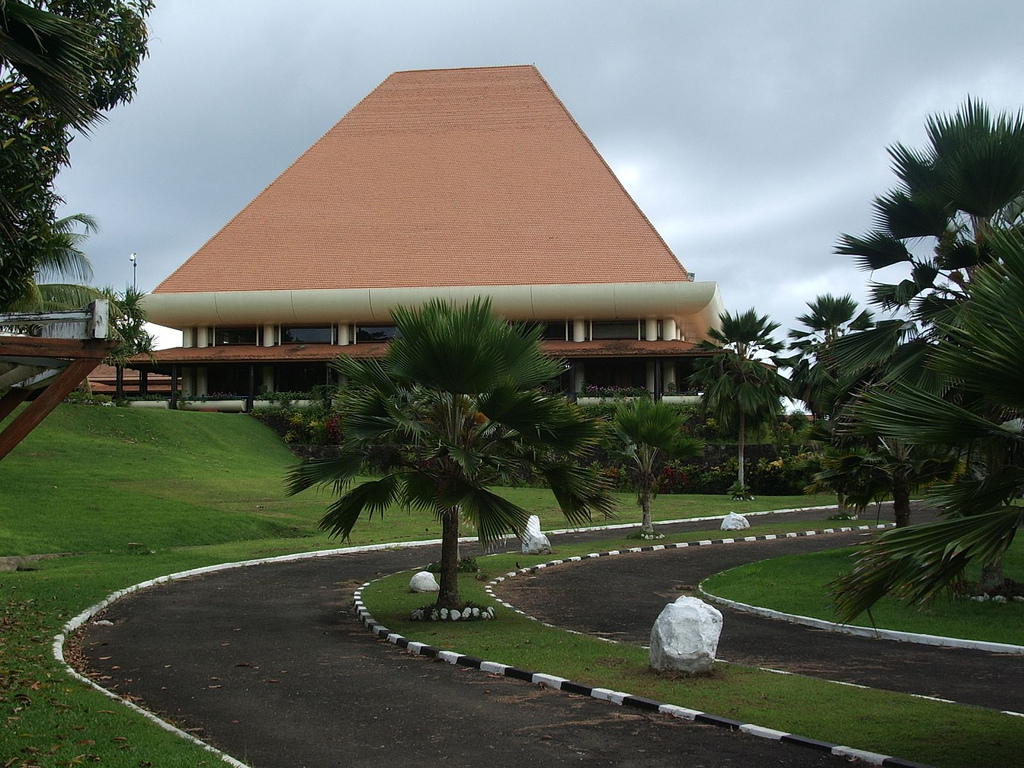
A parlament épülete, Suva

### Alkotmány, államforma
Államforma: 1987 óta köztársaság, 1987-ig alkotmányos monarchia perszonálunióban Nagy-Britanniával, az uralkodó II. Erzsébet volt, mint Fidzsi királynője (Queen of Fiji). A köztársasági államforma 1987-es bevezetése ellenére egészen 2013-ig minden Fidzsi dollárérmén és -bankjegyen II. Erzsébet portréja szerepelt fő motívumként.

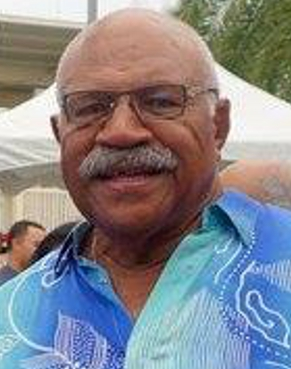
Sitiveni Rabuka a Fidzsi-szigetek miniszterelnöke 2022 óta. Rabuka az 1987-es puccs végrehajtói között volt, amely Fidzsit köztársaságnak kiáltotta ki.

### Közigazgatási beosztás
Az ország közigazgatása:
| Division (főváros)  | Tartomány           | Terület (km2) | Lakosság (1996-ban) |
| ------------------- | ------------------- | ------------- | ------------------- |
| Central (Suva)      | Naitasiri           | 1666          | 126 641             |
| Central (Suva)      | Namosi              | 570           | 5742                |
| Central (Suva)      | Rewa                | 272           | 101 547             |
| Central (Suva)      | Serua               | 830           | 15 461              |
| Central (Suva)      | Tailevu             | 755           | 48 216              |
| Északi (Labasa)     | Bua                 | 1379          | 14 988              |
| Északi (Labasa)     | Cakaudrove          | 2816          | 44 821              |
| Északi (Labasa)     | Macuata             | 2004          | 80 207              |
| Keleti (Levuka)     | Kadavu              | 478           | 9535                |
| Keleti (Levuka)     | Lau                 | 487           | 44 821              |
| Keleti (Levuka)     | Lomaiviti           | 411           | 16 214              |
| Nyugati (Lautoka)   | Ba                  | 2 634         | 192 197             |
| Nyugati (Lautoka)   | Nadroga-Navosa      | 2385          | 54 083              |
| Nyugati (Lautoka)   | Ra                  | 1341          | 30 904              |
| Rotuma (dependency) | Rotuma (dependency) | 46            | 2810                |

## Népesség
Az ország lakossága meglehetősen fiatal, a népesség 27%-a 15 évnél fiatalabb, 23% pedig 15 és 29 év közötti.

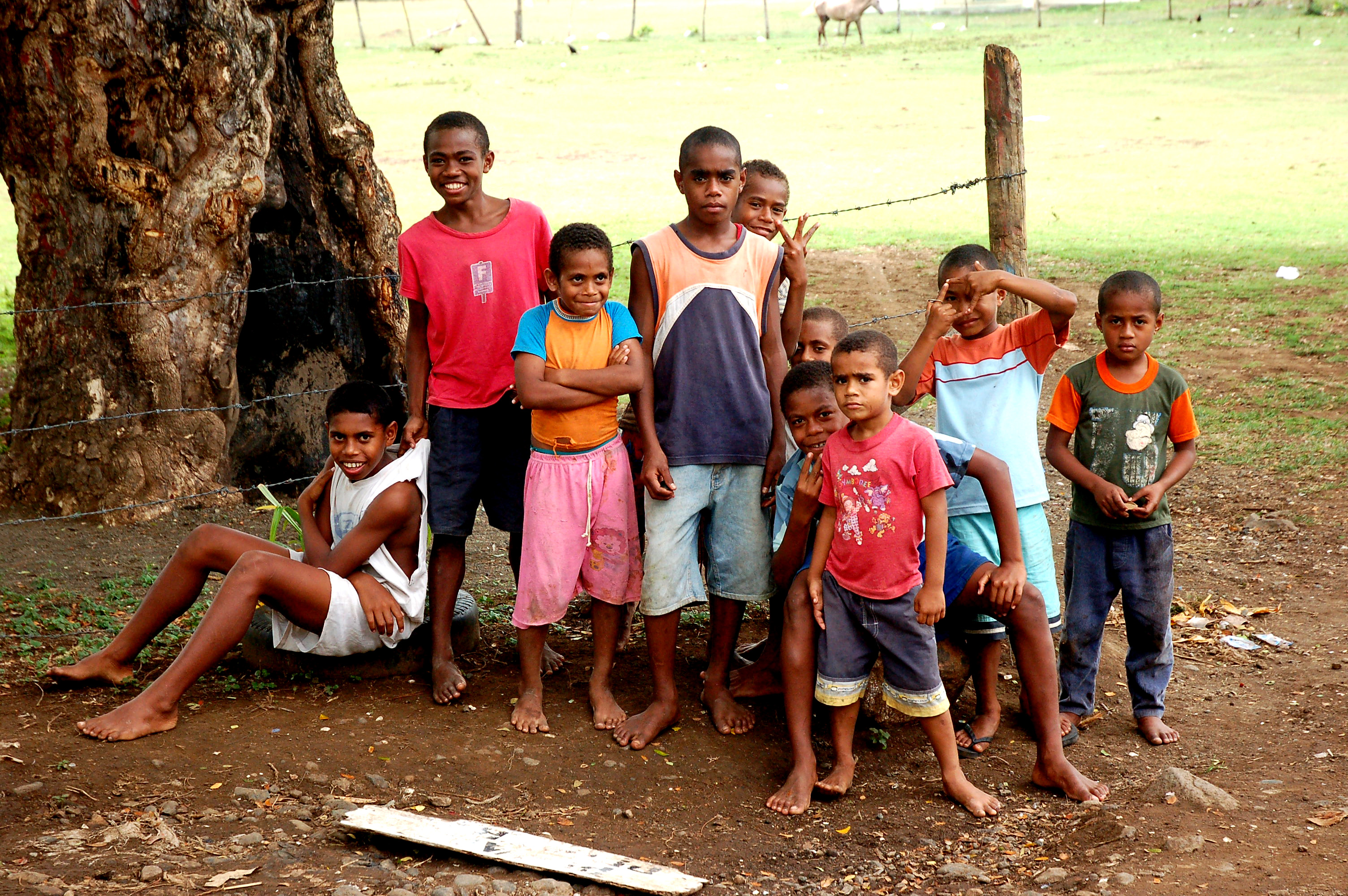
Helyi gyerekek

### Népességének változása
| Lakosok száma | 393 383 | 476 329 | 542 811 | 621 537 | 711 663 | 735 209 | 793 098 | 818 995 | 860 559 | 926 276 |
|               | 1960    | 1966    | 1972    | 1979    | 1985    | 1991    | 1997    | 2004    | 2010    | 2018    |

### Városok
Az országban a városi lakosság aránya 56%, a három legnagyobb település mind Viti Levu szigetén található. A sziget délkeleti partján fekvő fővárosban, Suvában lakik Fidzsi lakosságának egynegyede. A második legnagyobb település Nasinu, Suva gyorsan növekvő elővárosa, a harmadik legtöbben pedig a Viti Levu északnyugati részén fekvő Lautokában laknak, a cukortermelés egykori központjában. Az utóbbi években gyors urbanizáció zajlott le az országban. számos társadalmi problémát hozva magával. A nagyobb városok, elsősorban Suva peremén illegálisan épült kunyhókból álló álló nyomornegyedek épültek fel, súlyosbodott a bűnözés, megnőtt a városi munkanélküliség és feszültség alakult ki a városi és vidéki lakosság között az eltérő bérek és életstílus miatt. A városiasodás hatása az is, hogy az országban megnőtt a szakszervezetek szerepe.

### Etnikumok
A sziget lakosságának legnagyobb csoportját az őslakos fidzsiek alkotják, akik a népesség 57%-át tették ki 2007-ben. A sötét bőrű fidzsiek etnikailag melanéznek számítanak, de hagyományos társadalmi és politikai berendezkedésüket tekintve inkább a szomszédos polinéz népekhez állnak közelebb. A történelem során a keleti Lau-szigetcsoport lakosai időnként keveredtek a tongaiakkal. Az északon fekvő Rotuma szigetén az őslakosság tisztán polinéz. A második legnagyobb etnikai csoportot 38%-al az indiaiak alkotják, akik a brit gyarmatosítás során a szigetek cukorültetvényeire hozott munkások leszármazottjai. Jelen van egy európai és egy kínai kisebbség is az országban és más csendes-óceáni szigetekről is érkeztek bevándorlók, közülük a legjellegzetesebbek a banabaiak, akik a kiribatii Banaba szigetéről menekültek Fidzsire, miután otthonuk elpusztult a második világháborúban.
A második világháborút követő 4 évtizedben a fidzsi őslakosok kisebbségben voltak hazájukban, azonban az 1987-es puccsot követően számos indiai elmenekült az országból és fokozatosan ismét a bennszülött népesség került többségbe. A folyamathoz hozzájárult az őslakosok magasabb születési arányszáma is.
A vegyesházasságok meglehetősen ritkák és ugyan a fővárosban, Suvában kevert népesség él, az ország többi részén az etnikumok elkülönülnek egymástól. Az indiaiak napjainkban is elsősorban Viti Levu és Vanua Levu egykori cukortermelő területen laknak, míg az őslakosok a két fő sziget fejletlenebb, rurálisabb vidékein és a kisebb szigeteken élnek apró, hagyományos falvakban.

### Vallások
A fidzsi-szigeteki őslakosok szinte mind keresztények, a legtöbben metodisták, egy kisebb részük pedig római katolikus, vagy az Isten Gyülekezeteinek tagja. Az indiaiak többsége hindu, de létezik egy jelentős muszlim kisebbség is.

### Nyelvek
Az 1997-es alkotmány alapján az ország három egyenlő rangú hivatalos nyelvvel rendelkezik, ezek az angol, a fidzsi (az őslakosság nyelve), és a hindi fidzsi-szigeteki változata (az indiai közösség nyelve). A fidzsi nyelv számos dialektussal rendelkezik, ezek közül a legelterjedtebb a Bau szigetéről származó baui fidzsi, amely a gyarmati korszak kezdetén a legerősebb klán nyelve volt. A legtöbben legalább két nyelven tudnak, anyanyelvük mellett általában a közvetítőnyelvnek számító angolul.

## Gazdaság

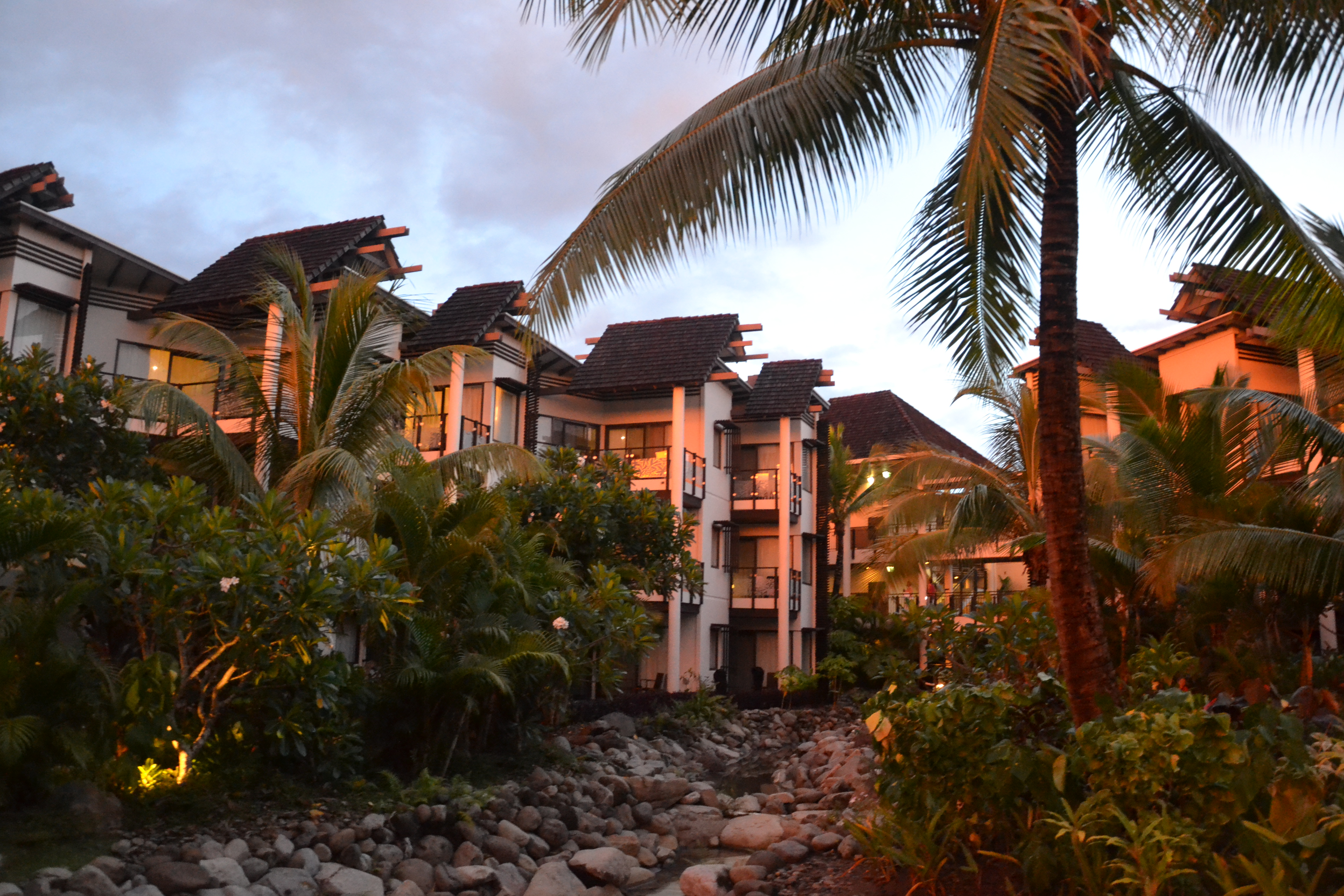
Radisson Blu szálloda épületei, Denarau

Gazdasága: agrárország. Fejlett a mezőgazdaság, cukornádat, banánt, kókuszpálmát és rizst termelnek. Ezeket dolgozza fel az ipar, és nádcukrot készít belőle. Bányásznak aranyat, és mangánércet is. 1976-ban 2 millió tonnára becsült foszfátlelőhelyet tártak fel.

### Gazdasági ágazatok

#### Kereskedelem
- Exporttermékek: cukor, arany, fa, hal, melasz, kókuszolaj.
- Importtermékek: berendezések és alkatrészek, közlekedési eszközök, vegyipari termékek, élelmiszer, iparcikkek.
- Főbb kereskedelmi partnerek: Ausztrália, USA, Új-Zéland, Egyesült Királyság, Szingapúr, Japán, Hongkong, Tajvan.

## Közlekedés
- Közutak hossza: 3440 km
- Vasútvonalak hossza: 597 km

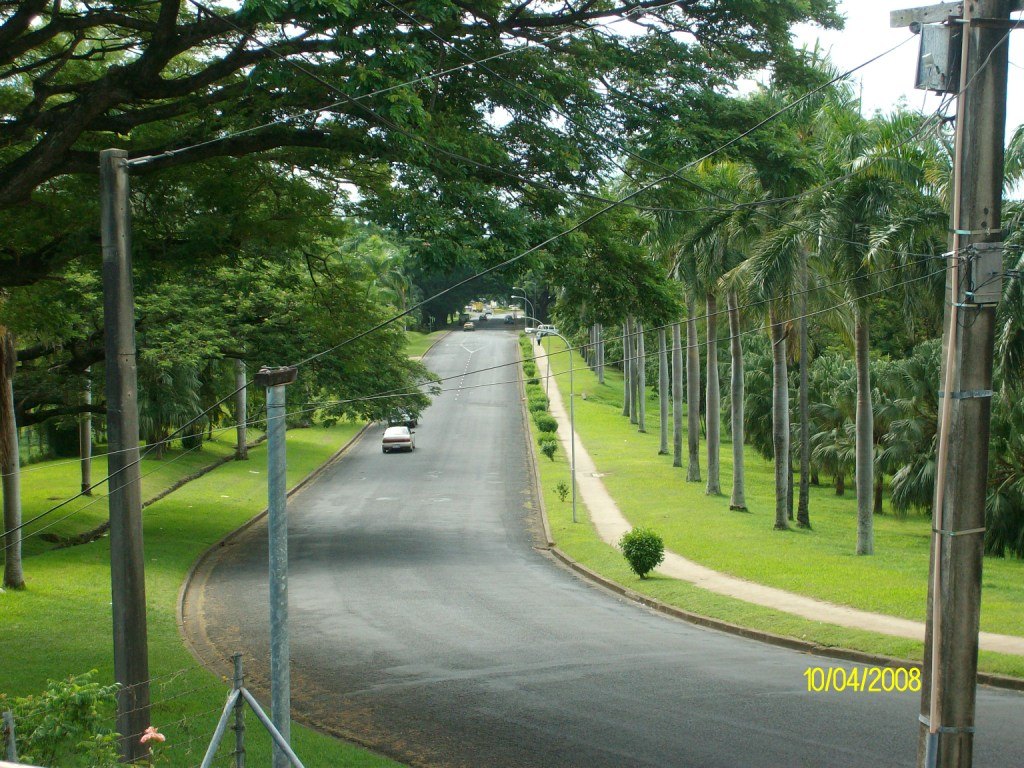
Utca Lautoka városában

- Repülőterek száma: 3, legfontosabb a Nadii nemzetközi repülőtér.
- Kikötők száma: 6

## Kultúra

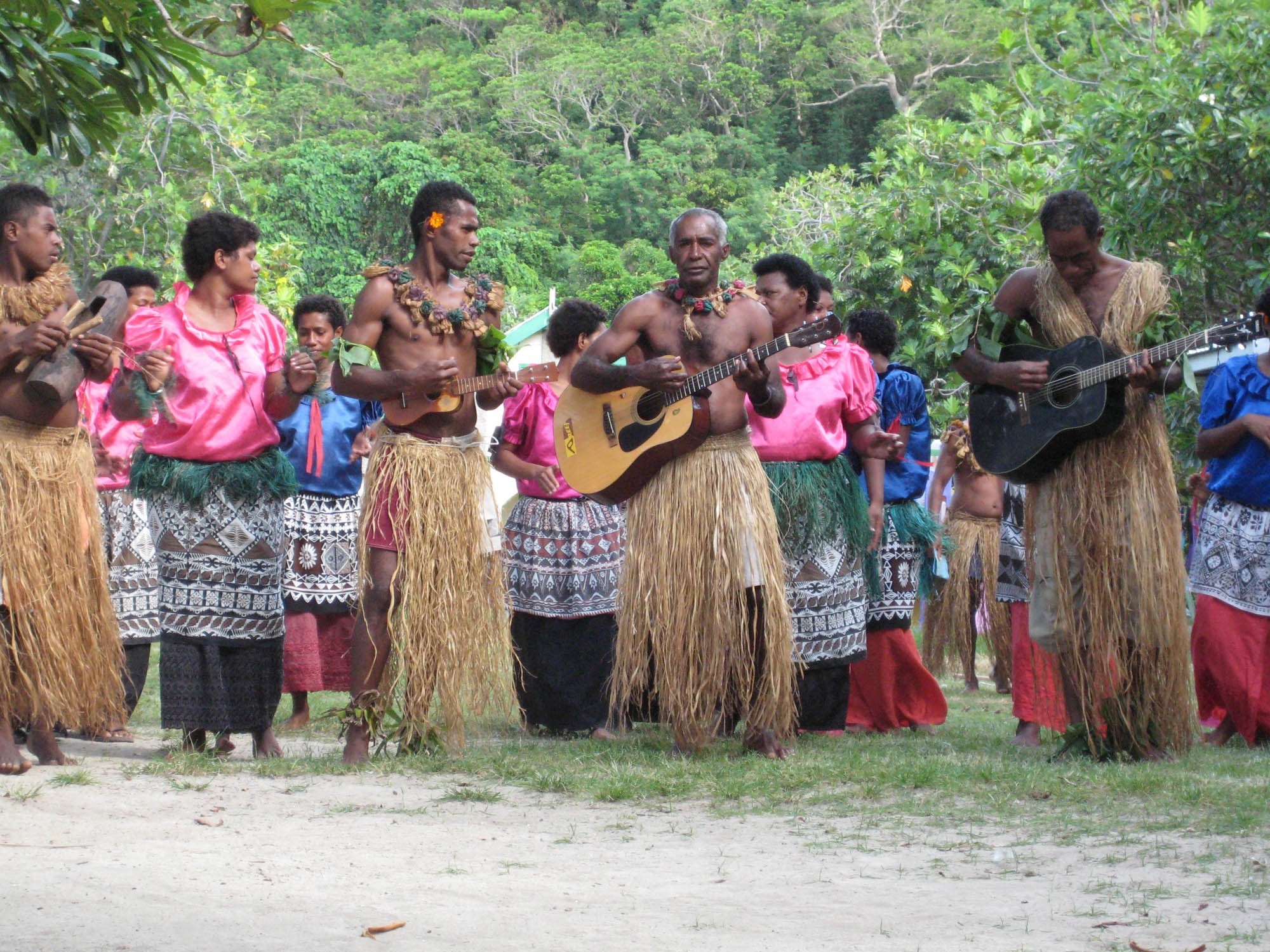
Zenei előadás

### Hagyományok, néprajz
A szigeteken a szívesen látott idegen a vendégbarátság jelképéül ősidők óta tambuát kap ajándékba. Ez kókuszolajjal kifényesített, füsttel feketített cetfog. Az értékes, 15–20 cm-es ékszer pálmarostokból fonott nyakláncra van erősítve. Aki ezt viseli, tisztelt és szívesen látott vendég.

Fél kézzel nem ad át semmit az ember a másiknak. Ha fidzsi bennszülött valakit megtisztel, tapsol egyet: minél nagyobb a tisztelet, annál hatalmasabb a taps.

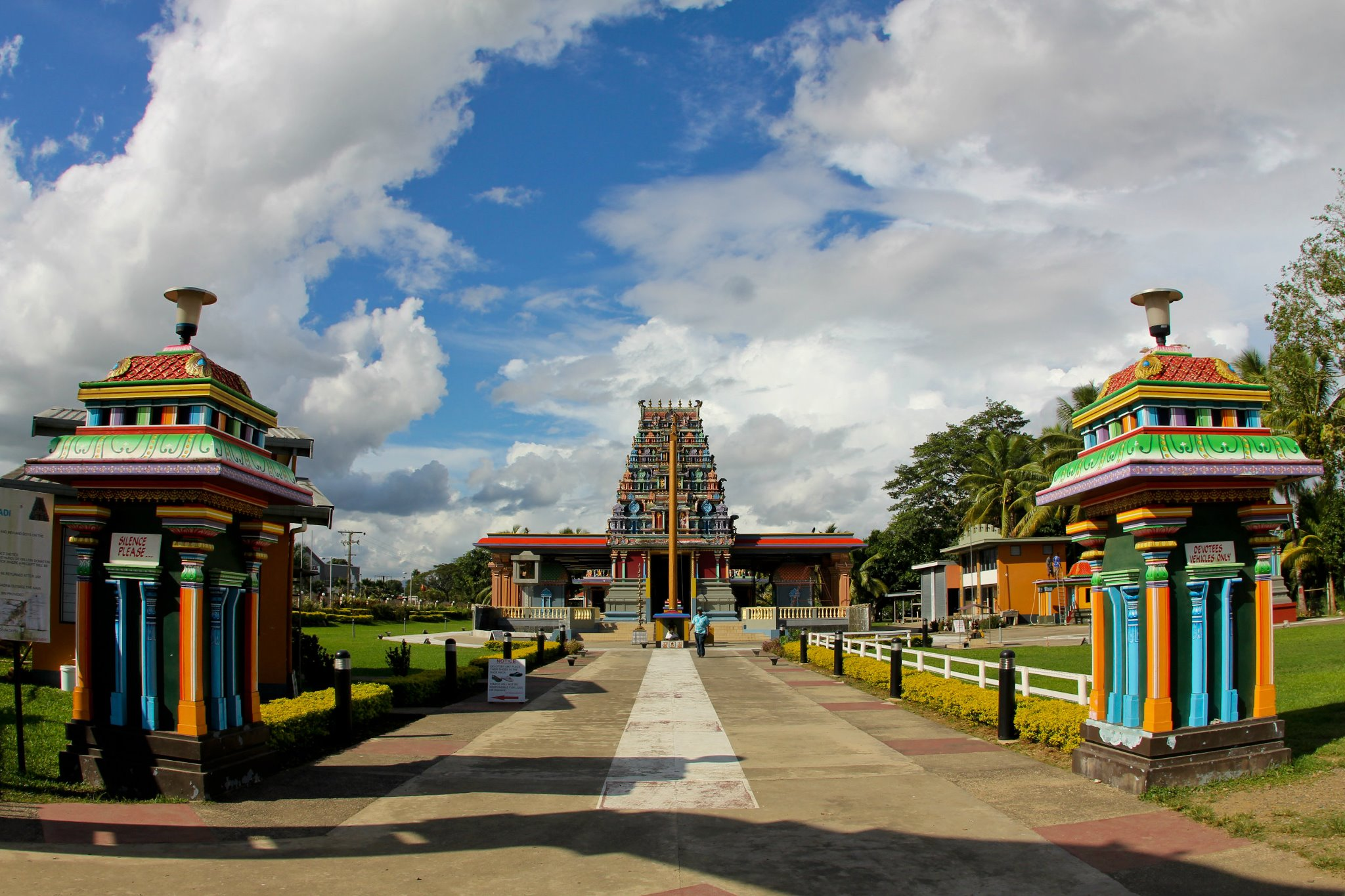
Sri Siva Subramaniya hindu templom, Nadi

Fidzsi népének nemzeti tánca a meke, melynek több változata is van, a békés szelíd tánctól a vad, félelmetes haditáncig, melyet legalább 40 dárdás harcos táncol. Az ütemet a lalin, a fából készült hadidobon verik, miközben a nők énekelnek.

### Gasztronómia
A kawa elterjedt ital, de nem kávé. Fidzsin yanggonának hívják. Borsnövény gyökeréből készül egyszerű módon: hideg vizet öntenek rá, és egy ideig nyomkodják a vízben a gyökérzúzalékot. Az így nyert ital hasonlít a tejeskávéhoz, alkoholtartalma nincs, de érzéketlenné teszi az ivó nyelvét és ínyét. Furcsa, szokatlan ital ez, de a trópusi melegben hűsítő. Igaz, nem a legegészségesebb, de kismértékben nem ártalmas. Viszont ha túlzásba viszik, veszélyes, állítólag a lábat is megbéníthatja.

### A vörös kacsa
A Dél Keresztje csillagkép öt fényes csillaga itt nem keresztet jelent. Helyi neve Nga Ndamu, azaz vörös kacsa.

## Média
Az ország legelterjedtebb napilapja a Fiji Times. Ezenkívül a Fiji Sun és a Fiji Post is megjelenik. A hetilapok: a Nai Lalakai és a Shanti Dut.

## Telekommunikáció
| Hívójel prefix | 3D2-3D2 |
| ITU zóna       | 56      |
| CQ zóna        | 32      |

## Turizmus

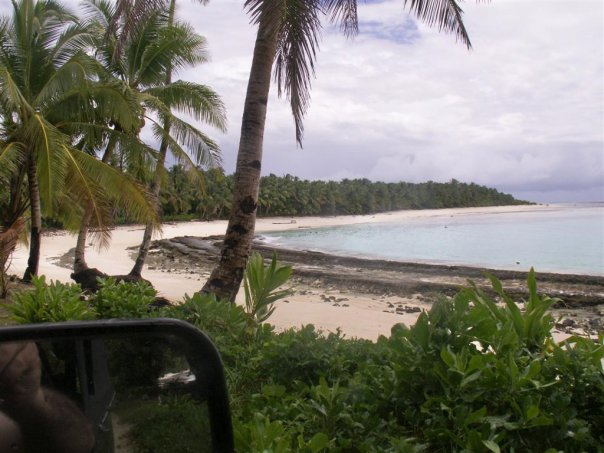
Tengerparti rész Rotuma szigetén

Az ország fő bevételi forrása az idegenforgalom. Nem szabad elfelejteni, hogy trópusi országról van szó, ezért nem árt figyelni az ottani higiéniás körülményekre. Javasolt oltások Fidzsi-szigetekre utazók számára a hastífusz elleni, a hepatitis A és B elleni, valamint kötelező a sárgaláz elleni oltás, ha fertőzött országból érkezik/országon át utazik valaki.

## Sport

### Rögbi
Rögbi válogatottja a 2016. évi nyári olimpiai játékokon bajnoki címet szerzett.

## Ünnepek
- Május utolsó hétfője – Ratu Sir Lala Sukuna Nap – az államalapítás egyik úttörőjének ünnepe
- Október 10. – Nemzeti ünnep – függetlenség napja 1970
- A királynő születésnapja
- A jelesebb keresztény, muszlim és hindu vallási ünnepek.